# Polyscias ariadnes
Polyscias ariadnes är en araliaväxtart som beskrevs av Georges Bernardi. Polyscias ariadnes ingår i släktet Polyscias och familjen Araliaceae. Inga underarter finns listade.